# Gerrit Komrij

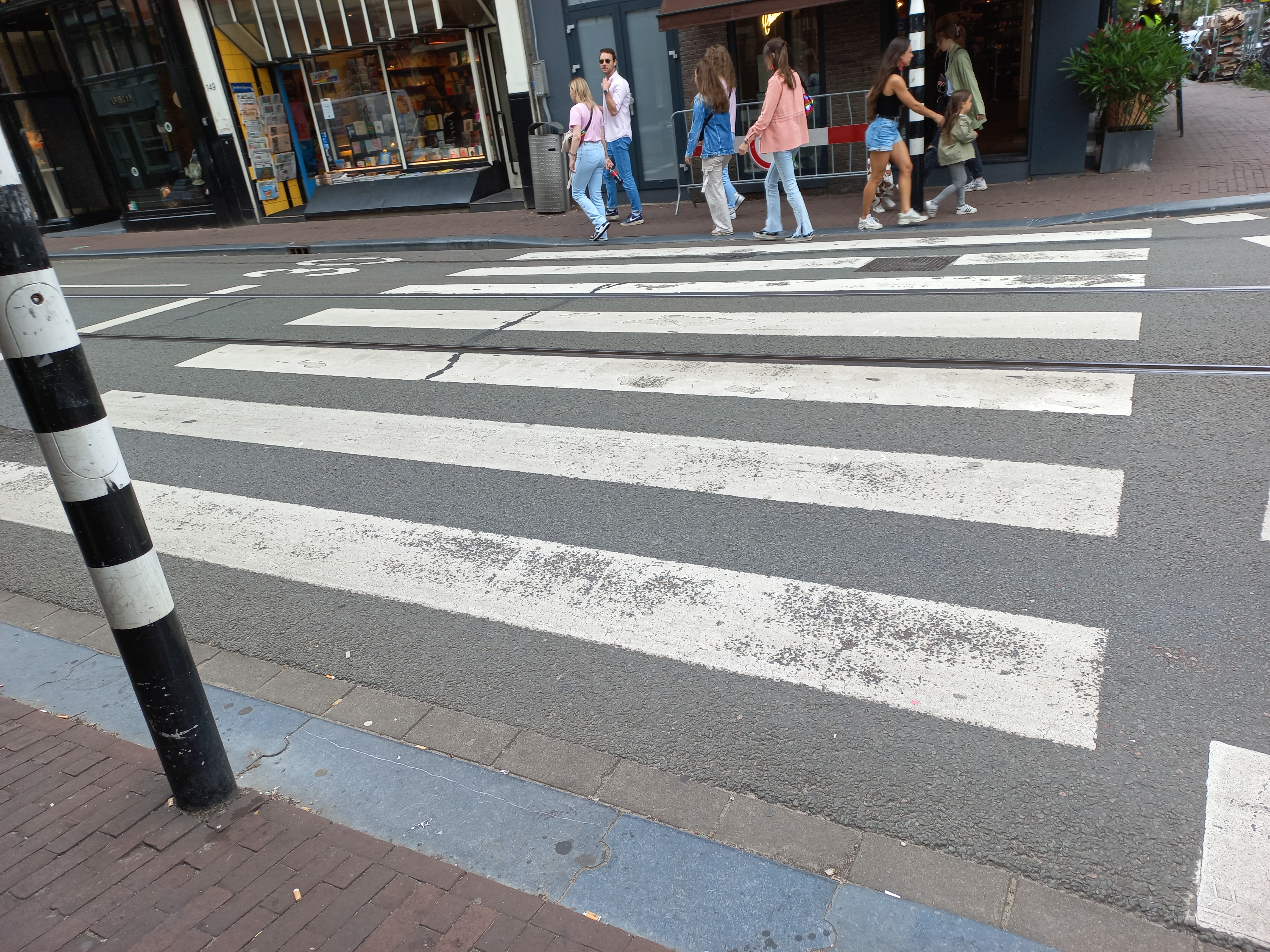
Zebrapad uit gedicht "Utrechtsestraat, Zebrapad" (foto augustus 2023)

Gerrit Jan Komrij (Winterswijk, 30 maart 1944 – Amsterdam, 5 juli 2012) was een Nederlands dichter en kenner van de Nederlandse poëzie, schrijver, feuilletonist vertaler, criticus, polemist en toneelschrijver. In 1993 werd hem de P.C. Hooft-prijs toegekend voor zijn beschouwend proza. Hij was van 2000 tot 2004 de Dichter des Vaderlands. Komrij stond bekend om zijn virtuoze en kleurrijke taalgebruik en was een gevreesd polemist.
Na in Winterswijk het gymnasium te hebben afgerond, trok Komrij in 1963 naar Amsterdam. Een studie Nederlands brak hij na een half jaar af. Vanaf 1967 werkte hij als vertaler. In 1968 verscheen zijn debuut als dichter, waarna een stroom vertalingen, essays, recensies en gedichten het licht zag. In 1984 emigreerde Komrij met zijn vriend Charles Hofman naar Portugal.

## Levensloop

### Jonge jaren (1944-1963)
Gerrit Komrij werd geboren op 30 maart 1944, in de Iepenstraat 23 ('in een werkmansstraat - type tuindorp') te Winterswijk. Van 1950 tot 1956 zat hij op de lagere school aan de Vredenseweg. Zijn moeder was zorgzaam, maar sloot iedere emotionaliteit en elk lichamelijk contact uit.
Vanaf 1956 doorliep hij aanvankelijk de HBS te Winterswijk, maar een jaar voor het eindexamen stapte hij, op advies van een leraar aan zijn ouders, over naar de vierde klas gymnasium van het Winterswijks Lyceum. Om zijn achterstand in Latijn en Grieks weg te werken studeerde hij achttien uur per dag en in de zomervakantie.
Komrij schreef gedichten en andere bijdragen in de schoolkrant. Bij een drukkerij in Winterswijk werd in 1963 zijn eerste bundel van vier gedichten gedrukt, Dekonstruktie in vier delen. Voor Komrij was dit echter een pseudodebuut.

### Amsterdam (1963-1968)
Na zijn eindexamen in 1963 begon Komrij aan de studie Neerlandistiek in Amsterdam. Hij volgde ook colleges Algemene en Vergelijkende Westeuropese Literatuurwetenschap, maar na een half jaar stopte hij met de studie. Wel verscheen in het tijdschrift Kaas en Brood van de studentenvereniging Olofspoort zijn gedichtencyclus Architektuur I, II, III, IV.
In Amsterdam woonde hij op het Leidse Bosje, in een Jordanees bordeel aan de Nieuwe Leliestraat en aan de Stadhouderskade met uitzicht op De Nederlandsche Bank. Zijn sociale leven speelde zich af in de 'homoseksuele underground', maar zijn levenspartner, de kunstenaar Charles Hofman ontmoette hij buiten dat circuit, in een koffiekelder.
In 1965 vertrok hij naar Kreta met de bedoeling zich daar te vestigen, maar aan het einde van 1966 keerde hij terug. Op Kreta had hij in zijn levensonderhoud voorzien met het geven van onderwijs in Frans, Duits en Engels. In 1967 werkt hij kortstondig als redacteur bij uitgeverij De Arbeiderspers, maar kon daarmee ophouden, omdat hij inmiddels was begonnen met vertalen. Hetzelfde jaar betrokken Komrij en Charles een woning aan de Van Lennepkade 191.

### Dichter en schrijver te Amsterdam (1968-1984)
Zijn echte debuut als dichter is de bundel Maagdenburgse halve bollen en andere gedichten in 1968. In 1976 schreef Komrij op muziek van Boudewijn de Groot het lied Kinderballade, dat een jaar later op single verscheen. In 1979 publiceerde hij de eerste versie van de bloemlezing De Nederlandse poëzie van de 19de en 20ste eeuw in 1000 en enige gedichten. Na een kwarteeuw was deze bijbel van de dichtkunst der Lage Landen in 2004 door uitbreiding toe aan een veertiende editie met de aangepaste titel Nederlandse poëzie van de 19de t/m de 21ste eeuw in 2000 en enige gedichten.

De periode van Komrijs jeugd in Winterswijk, tot zijn studentenjaren in Amsterdam, ligt ten grondslag aan het autobiografische Verwoest Arcadië (1980), dat zich richt op de verhouding van de hoofdpersoon Jacob tot jongens en boeken.

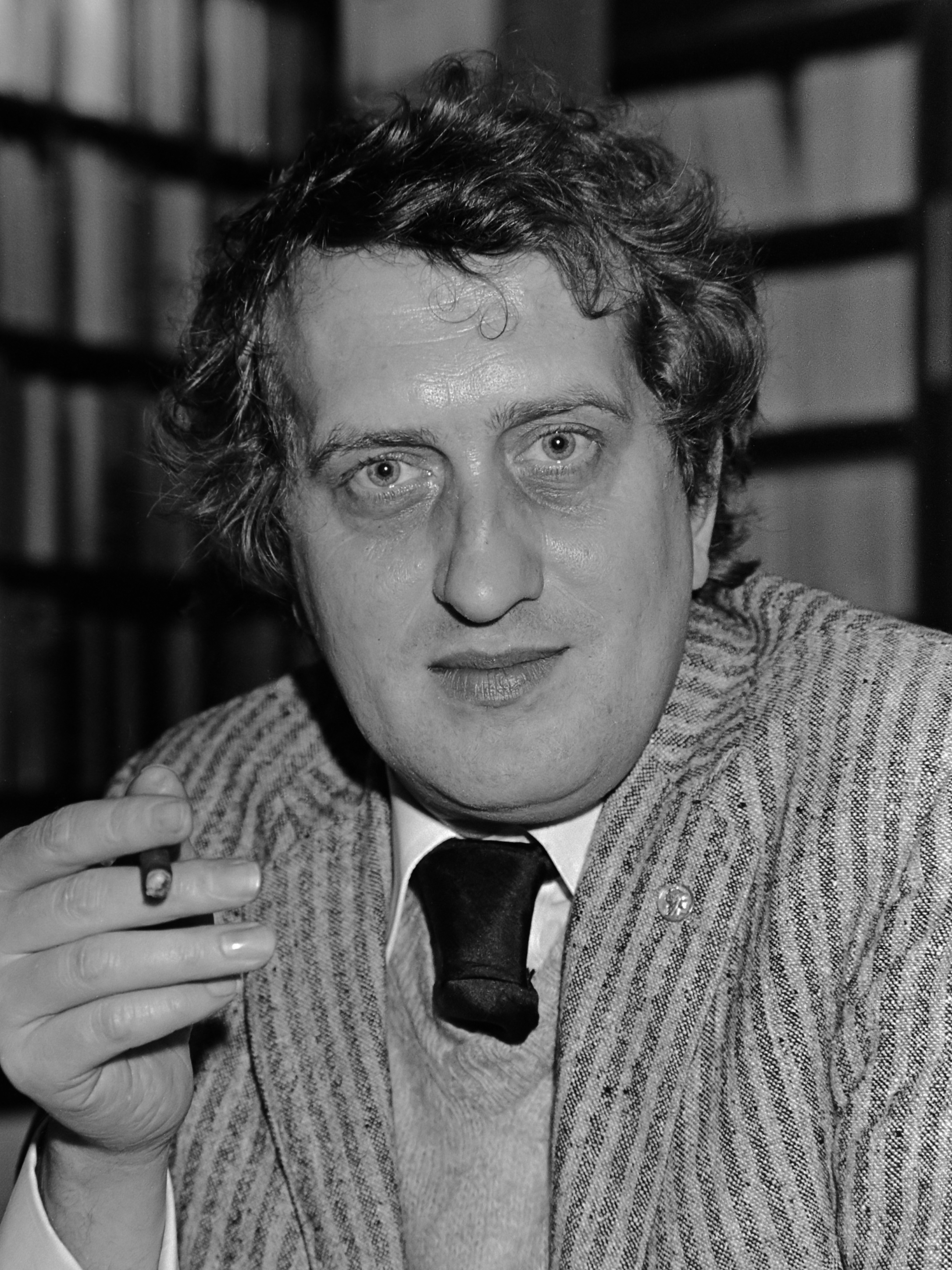
Gerrit Komrij (1981)

### Dichter en schrijver in Portugal (1984-2012)
Komrij en Charles emigreerden in 1984 naar Portugal en vestigden zich in Alvites, in de bergen van Trás-os-Montes. In 1988 verhuisden zij naar Vila Pouca da Beira.
In 1990 hield Komrij in de Pieterskerk te Leiden de Huizingalezing aan de Universiteit Leiden. Drie jaar later ontving hij de P.C. Hooft-prijs voor zijn beschouwend proza.
In 1997 schreef hij Niet te geloven - een prieelgesprek ter gelegenheid van de Boekenweek, een fictief verslag van een praatgroep in de vorm van een trialoog over religie tussen een relimaan, een relifiel en een relifoob naar aanleiding van de vraag of er sprake zou zijn van een opleving van het geloof, waarbij zij van gedachten wisselen over allerlei thema's uit de godsdienstwetenschap en de geschiedenis van de verdediging en de bestrijding van het geloof.
Op 26 januari 2000 werd Komrij door Nederlandse lezers uitgeroepen tot de eerste Dichter des Vaderlands, voor een periode van vijf jaar. In januari 2004 deed hij afstand van zijn functie.
Komrij groeide uit tot een gewaardeerd schrijver en gevreesd criticus. Hij won talrijke literaire prijzen en ontving op 8 februari 2000 een eredoctoraat van de Universiteit Leiden, dat hem werd uitgereikt in de Pieterskerk. Ter gelegenheid van zijn zestigste verjaardag organiseerde het Letterkundig Museum in 2004 de tentoonstelling Scripta Manent, maar niet altijd – Gerrit Komrij zestig jaar.
In 2009 verscheen de uitgave Dansen op Spijkers. Dit is een cd, gemaakt in samenwerking met componist Louis Gauthier, waarop een deel van Komrijs oeuvre te beluisteren is als liederen. Komrij schreef dat jaar ook het Groot Dictee der Nederlandse Taal en stond aan de wieg van de Turing Nationale Gedichtenwedstrijd, geïnspireerd door de National Poetry Competition in het Verenigd Koninkrijk. In 2011 trad hij op als verteller en schrijver in het theaterstuk De zeven zonden van Jeroen Bosch samen met Camerata Trajectina, een ensemble voor oude muziek waarvoor hij eerder alternatieven voor de verloren gegane teksten van Jacob Obrechts liederen had uitgeschreven - dit naar aanleiding van de herdenking van het 500e sterfjaar van deze Nederlandse polyfonist in 2005.
In 1976 schreef Komrij voor NRC Handelsblad een jaar lang columns over televisie-programma's; de televisie noemde hij de 'treurbuis'. De dichter verwierf zo bekendheid bij een groter publiek als recensent die niet bang was om vijanden te maken. In de jaren 90 schreef hij voor de NRC over literaire onderwerpen. Vanaf maart 2011 verzorgde hij een jaar het weblog 'Komrij 2.0' op de internetsite van de krant over zijn ervaringen als 'technologiecolumnist' in de digitale wereld.

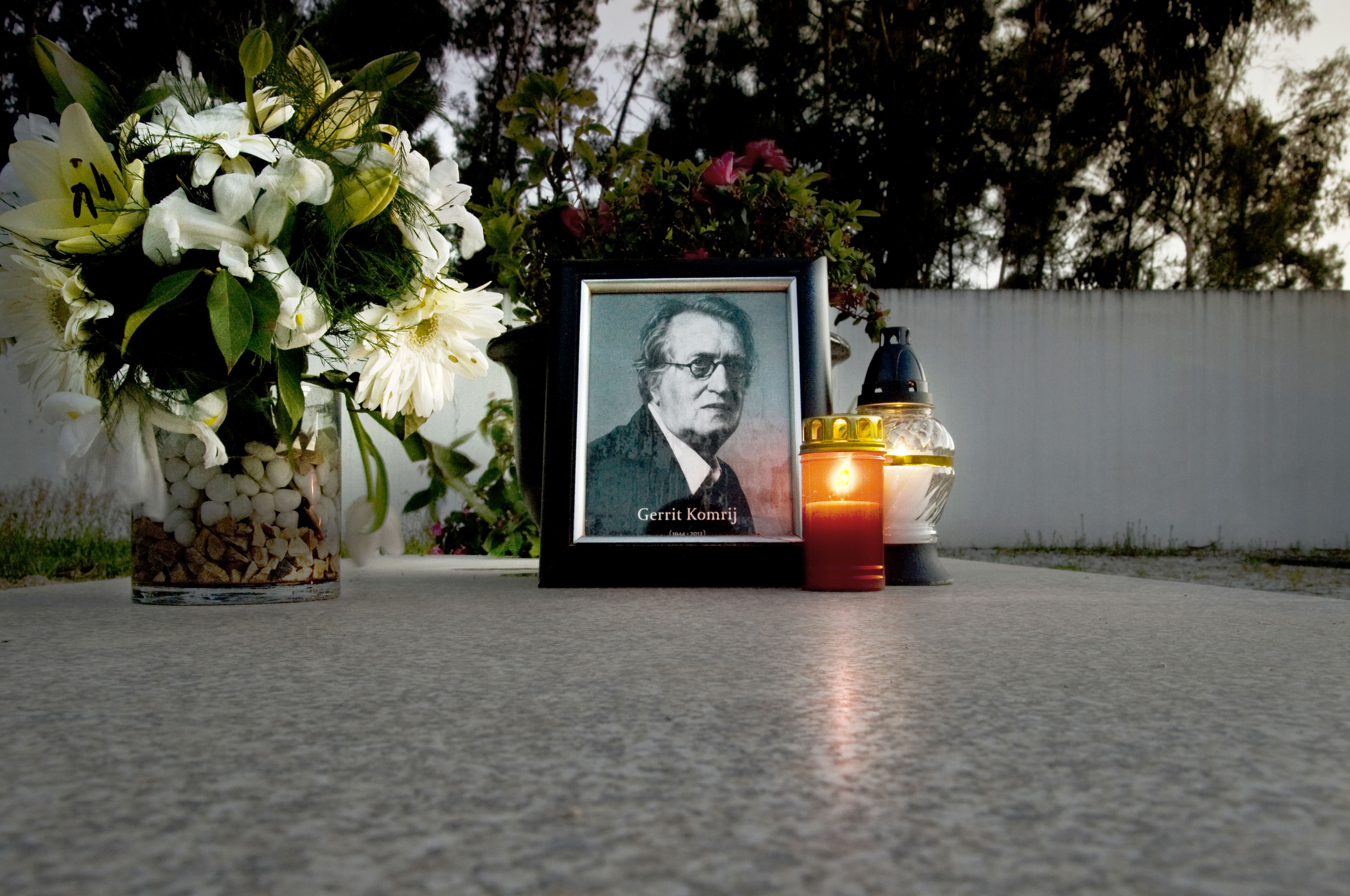
Het graf van Gerrit Komrij, Cemiterio Novo - Vila Pouca Da Beira.

### Gastconservator Stedelijk Museum
Komrij stelde in 1996 als gastconservator in het Stedelijk Museum Amsterdam de tentoonstelling Kijken is bekeken worden samen. Uit de collectie van het Stedelijk koos Komrij ongeveer honderd schilderijen uit met de schilderkunst als verbindend element. Opzet was om te laten zien hoe mensen in de kunst naar elkaar kijken. Om die reden hield hij van zelfportretten. Hij selecteerde zowel buitenlandse als Nederlandse schilders, waarvan de meeste uit de eerste helft van de twintigste eeuw. Met andere kunstvormen dan schilderkunst had hij naar eigen zeggen niet veel op. "Kunst hoort aan een spijker te hangen", zo vond hij. Bij de tentoonstelling schreef Komrij de catalogus Kijken is bekeken worden - uit de kelders van het Stedelijk".

### Overlijden en nalatenschap
Komrij overleed op 68-jarige leeftijd in juli 2012 na een kort ziekbed in het Onze Lieve Vrouwe Gasthuis in Amsterdam. Op 20 september verscheen postuum de dichtbundel getiteld Boemerang en Andere Gedichten. Volgens zijn uitgever lag deze al min of meer klaar op het bureau van Komrij.
In november 2012 werd een klein deel van de bibliotheek van Komrij geveild bij het Haarlemse veilinghuis Bubb Kuyper Veilingen. Het betreft hier 1638 kavels in wat wordt genoemd The Library of Gerrit Komrij. Part 1. Highlights and a first selection. De veiling was, blijkens het voorwoord in de veilingcatalogus, al mede geïnstigeerd en voorbereid door Komrij zelf die het veilinghuis in het vroege voorjaar van 2012 benaderde voor die veiling.
In november 2019 overleed zijn partner Charles Hofman op 72-jarige leeftijd in Portugal. Komrij haalde hem of hun relatie vaak aan in zijn werk, onder meer in het gedicht Utrechtsestraat, zebrapad. Komrij droeg volgens zijn uitgever al zijn werk op aan Hofman, die zelf grote glas-in-loodwerken maakte, maar ook enkele boeken illustreerde, onder andere Komrijs dichtbundel Capriccio.

## Poëticale opvattingen
Vanaf zijn poëziedebuut Maagdenburgse halve bollen uit 1968, dat Komrij voorzag van een citaat van A.C.W. Staring als motto, werd hij waargenomen als een neo-romanticus. Volgens letterkundige W.G. Glaudemans was het Komrij er echter niet zozeer om begonnen zich in een romantische traditie te voegen als wel om zich op polemische wijze te distantiëren van de experimentele poëzie van de Vijftigers en Zestigers die destijds in zwang was. Ten eerste is de poëtica niet-mimetisch: poëzie kan geen instrument zijn om de werkelijkheid te beschrijven, zodat sprake is van een niet-mimetische poëtica. Niet voor niets heet een bloemlezing uit eigen werk Alles onecht. Ten tweede is de poëtica niet-expressief: poëzie drukt niet de binnenwereld van de dichter uit en is dus geen instrument om de emoties van de dichter gestalte te geven. De aard van de poëtica is niet-expressief. Ten derde is de poëtica niet-pragmatisch: poëzie heeft geen opvoedkundige of propagandistische functie, of het moet propaganda voor de onafhankelijkheid van de poëzie zelf zijn. Het betekent een onacceptabele inperking van de poëzie wanneer zij ondergeschikt wordt gemaakt aan een vooraf gegeven boodschap. Ten vierde is de poëtica niet-metafysisch: Komrij onderscheidt zich van het symbolisme omdat bij hem de voor symbolisten typerende pretentie ontbreekt dat de poëzie uitzicht kan bieden op of een verbinding kan leggen naar een hogere werkelijkheid.
Een fundamenteel uitgangspunt is voor Komrij de vrijheid van de dichter om zich nergens op vast te leggen. Komrijs poëtica is autonomistisch: het gedicht schept een eigen, talige werkelijkheid. De autonomie van het gedicht blijkt uit programmatische bundeltitels die een zelfstandig geheel uitdrukken: Maagdenburgse halve bollen en Gesloten circuit. In het poëticale vers 'Het gedicht' drukt Komrij die zelfstandigheid uit door elke zin de eigen plek in het gedicht te laten beschrijven: 'De eerste regel is om te beginnen/ De tweede is de elfde van beneden' en zo voort tot de slotzin: 'De twaalfde is van niets de eindconclusie.' De uiterste consequentie van de vrijheid en autonomie is dat het gedicht ook ontsnapt aan de interpretatie van lezers. Om uit te drukken dat het gedicht geen sporen nalaat, hanteert Komrij als metafoor het niets zijn of niet bestaan van het gedicht.
Het scheppingsproces vereist veel concentratie en is een langdurig proces. 'Stijl is de hardnekkigheid waarmee je taal kneedt tot 'n architectonisch juweel,' aldus Komrij zelf. Gaandeweg het ontstaansproces leggen poëtische wetten als metrum, rijm, klank de dichter beperkingen op en sturen zo het gedicht in zekere richting. In het gedicht 'Angst' beschrijft Komrij het dichten, waarbij vooral de typografie en de klank regulerend werken. Ook de symbolistische gedachte dat het initiatief van het gedicht zelf uitgaat, is bij Komrij aanwezig. Tegen deze achtergrond kan de titel van zijn bloemlezing Alles onecht ook opgevat worden als: een gemaakte, gekunstelde taalconstructie.

## Eerbetoon
Dichter des Vaderlands Ramsey Nasr schreef naar aanleiding van het overlijden van zijn voorganger het afscheidsgedicht ‘Voor Gerrit’ en Het Utrechts Dichtersgilde droeg op 7 juli 2012 een van De Letters van Utrecht aan hem op. Bij de verhuizing naar een nieuw gebouw van openbare scholengemeenschap De Driemark in Komrijs geboorteplaats Winterswijk in augustus 2012 werd de school omgedoopt in Gerrit Komrij College, na een internetstemming in 2011 waarbij zijn naam uit 1200 suggesties gekozen werd. Komrij had, onder voorbehoud van zijn gezondheidstoestand, al toegezegd de nieuwe school te willen openen. Dit heeft hij niet meer mogen meemaken. Zijn partner Charles Hofman was wel aanwezig. Op 29 maart 2014 werd in de hal van de school een buste in brons van Gerrit Komrij onthuld, gemaakt door Jeroen Spijker. Eerder al werd LINT-treinstel 26 van vervoermaatschappij Syntus naar hem vernoemd.
In 2012 riep Neerlandistiek.nl, het blog voor neerlandici, de Gerrit Komrij-prijs in het leven.
Op het Beursplein te Leeuwarden ligt een poëzietableau (hardsteen van 100 bij 120 cm) van Komrij met de titel 'De Dichter des Vaderlands spreekt'. In dit gedicht zegt Komrij over zich zelf: 'Liever zwervend en berooid / Dan door gewicht in een paleis' om in de tweede strofe te vervolgen: ' Altijd was dat het geval. / 't Staat in mijn familieboek: / Van Friesland naar de Achterhoek, / Van Achterhoek naar Portugal'. De Engelse vertaling door Vivien D. Glass (The 'Poet of the Fatherland' Speaks) is opgenomen in het boek  'Het metrum van de voetstap (2018).

## Prijzen
- 1970 - Poëzieprijs van de gemeente Amsterdam voor Alle vlees is als gras, of Het knekelhuis op de dodenakker
- 1975 - Cestoda-prijs
- 1979 - Busken Huetprijs voor Papieren tijgers
- 1982 - Herman Gorterprijs voor De os op de klokketoren
- 1983 - Kluwer-prijs voor zijn gehele oeuvre
- 1992 - Frans Erensprijs voor zijn gehele oeuvre
- 1993 - P.C. Hooft-prijs voor zijn beschouwend proza
- 1999 - Gouden Uil voor In Liefde Bloeyende
- 2008 - Zilveren Griffel voor De Nederlandse kinderpoëzie in 1000 en enige gedichten
- 2012 - Boudewijn Büchprijs (postuum)

### Romans, poëzie en essays
- 1968 - Maagdenburgse halve bollen en andere gedichten
- 1969 - Alle vlees is als gras, of Het knekelhuis op de dodenakker
- 1971 - Ik heb goddank twee goede longen
- 1972 - Tutti-frutti
- 1973 - Op de planken. Episodes uit het leven van de tragédienne Zizi Maëlstrom en de toneelkunstenaar Sacha Culpepper
- 1974 - Komrij's patentwekker
- 1974 - Daar is het gat van de deur
- 1975 - Fabeldieren
- 1975 - De wonderbaarlijke lotgevallen van Jubal Jubelslee, getekend door Rodolphe Töpffer, op rijm gezet door G. Komrij
- 1977 - De Verschrikking gedichten
- 1977 - Horen, zien en zwijgen. Vreugdetranen over de treurbuis. tv-kritieken
- 1977 - 'In het zwarte woud', in: Drie mannetjesputters van De Arbeiderspers bij Scheltema Holkema Vermeulen
- 1978 - Capriccio
- 1978 - Sing Sing
- 1978 - De ontmoeting
- 1978 - Dood aan de grutters
- 1978 - Heremijntijd. Exercities en ketelmuziek
- 1978 - Papieren tijgers
- 1979 - De stankbel van de Nieuwezijds (tegen Scientology)
- 1979 - Het schip De Wanhoop
- 1979 - De Nederlandse poëzie van de 19de en 20ste eeuw in 1000 en enige gedichten
- 1980 - Verwoest Arcadië
- 1980 - Averechts
- 1980 - De bibliofiel
- 1980 - Peper en zout
- 1980 - De zonderlinge avonturen van Primus Prikkebeen, met de oorspronkelijke tekeningen van Rodolphe Töpffer en op rijm gezet door Gerrit Komrij; met nawoord van Dirkje Kuik
- 1981 - Onherstelbaar verbeterd
- 1981 - Het kroost van Aagt Morsebel
- 1982 - Praag
- 1982 - De os op de klokkentoren gedichten
- 1982 - Gesloten circuit
- 1982 - Het chemisch huwelijk
- 1982 - Aan een droom vol weelde ontstegen
- 1983 - De paleizen van het geheugen
- 1983 - De muze in het kolenhok
- 1983 - Het boze oog
- 1983 - Dit helse moeras
- 1984 - Alles onecht, eigen keuze uit het gehele poëtisch oeuvre
- 1985 - De gelukkige schizo
- 1986 - Verzonken boeken
- 1986 - De Nederlandse poëzie van de 17de en 18de eeuw in 1000 en enige gedichten
- 1988 - Lof der simpelheid
- 1988 - Dit helse moeras
- 1989 - Humeuren en temperamenten
- 1990 - Over de bergen
- 1991 - Met het bloed dat drukinkt heet verhalenbundel
- 1992 - De pagode
- 1993 - Dubbelster
- 1994 - Alle gedichten tot gisteren
- 1995 - De buitenkant. Een abecedarium (Privé-Domein)
- 1996 - Een zakenlunch in Sintra en andere Portugese verhalen
- 1997 - Niet te geloven - een prieelgesprek een verslag van een fictieve discussie, ter gelegenheid van de Boekenweek
- 1997 - Pek en zwavel, polemieken en essays, een keuze
- 1998 - Lood en hagel, [Schimpscheuten en handtastelijkheden-een keuze]
- 1998 - In Liefde Bloeyende. De Nederlandse poëzie van de twaalfde tot en met de twintigste eeuw in 100 en enige gedichten, poëzie en commentaren
- 1999 - De Afrikaanse poëzie in 1000 en enige gedichten
- 1999 - Erg! Iets over de nieuwste literatuur. (onder het pseudoniem Patrick Demompere)
- 1999 - De tranen der ecclesia's lezing t.g.v. inauguratie W.F. Hermans Instituut
- 2000 - Poëzie is geluk rede
- 2000 - 52 Sonnetten bij het verglijden van de eeuw gedichten
- 2001 - Trou Moet Blycken of opnieuw In Liefde Bloeyende. De Nederlandse poëzie van de twaalfde tot en met de eenentwintigste eeuw in 100 en enige gedichten
- 2001 - Luchtspiegelingen. Gedichten, voornamelijk elegisch gedichten
- 2001 - Vrouwen van Nederland beschouwing
- 2001 - Vreemd pakhuis beschouwingen
- 2001 - Hutten en paleizen. De mooiste gedichten gedichten
- 2001 - De klopgeest roman
- 2002 - Leesliefde in 100 & enige gedichten
- 2002 - Inkt. Kapitale stukken beschouwingen
- 2002 - Metamorfose gedichten
- 2003 - Lang leve de dood. Een bloemlezing in honderd-en-enige gedichten gedichten
- 2003 - Een zakenlunch in Sintra verhalen
- 2003 - Demonen autobiografische verhalen
- 2004 - Alle gedichten tot gisteren gedichten
- 2004 - Hercules roman
- 2004 - Wagner en ik
- 2005 - Gouden woorden kritieken
- 2005 - Spaans benauwd gedichten
- 2005 - Fata morgana gedichten
- 2005 - Eendagsvliegen dagboekfragmenten
- 2005 - Kost en inwoning. De Nederlandse poëzie in enige nagekomen gedichten
- 2006 - Kakafonie, encyclopedie van de stront
- 2007 - De Nederlandse kinderpoëzie in 1000 en enige gedichten
- 2007 - Luchtdicht verpakt (gedichten, i.s.m. Bart Verheyen)
- 2008 - Ballade van de boekenjager gedichten
- 2008 - Vila Pouca. Kroniek van een dorp
- 2009 - Dansen op spijkers gedichten op muziek (samenwerking met Louis Gauthier)
- 2010 - Morgen heten we allemaal Ali
- 2012 - De loopjongen
- 2012 - Boemerang en Andere Gedichten
- 2012 - Alles Blijft uitgave in de Matchboox-serie (samenwerking met Louis Gauthier)
- 2012 - Halfgod verzamelaar. Een boek over boeken
- 2013  - Twee punt nul
- 2013  - Boemerang
- 2024 - Een avondje met de tantes

### Hoorspelen en Libretto
- 1976 - Prometheus geboeid (AVRO)
- 1979 - De dood geneest van alle kwalen (VPRO)
- 1986 - De trouwe vriend (KRO, vertaling van Oscar Wilde's sprookje The Devoted Friend)
- 1989 - Symposion, libretto voor een opera van componist Peter Schat.
- 1997 - Niet te geloven (VPRO)
- 2001 - Melodias Estranhas (Strange Melodies, libretto voor opera t.g.v. Culturele Hoofdsteden Rotterdam en Porto, muziek António Chagas Rosa over Erasmus en Damiano de Góis)

### Musicals
- 1987 - Cats (vertaling van de Engelse musicalteksten)

### Bibliofiele uitgaven
Van Gerrit Komrij bestaan dermate veel bibliofiele uitgaven, dat een aparte bibliografie van deze publicaties wenselijk is. Hierbij is uitgegaan van publicaties die niet via de reguliere handel verkrijgbaar zijn. Tussen haakjes vestigingsplaats en naam van de drukker/uitgever en, indien bekend, de totale oplage.
- 1963 - Dekonstruktie in vier delen (Winterswijk, Eigen beheer; oplage ca. 10 ex.)
- 1972 - De dichter (Voorburg, BZZTôH)
- 1973 - Op de planken. Episodes uit het leven van de tragédienne Zizi Maelstrom en de toneelkunstenaar Sacha Culpepper (Amsterdam, C.J. Aarts/Het Drukhuis; oplage 65 ex.)
- 1977 - Zinnige uitspraken, no. III (Ricarcare)
- 1978 - Waarin de trein een nieuw jaar tegemoetsnelt, of: Scripta Manent, maar niet altijd (Utrecht, Salix Alba; oplage 100 ex.)
- 1978 - Sing Sing (Utrecht, Salix Alba; oplage 80 ex.)
- 1978 - Capriccio (Amsterdam, Sub Signo Libelli)
- 1978 - De ontmoeting (Amsterdam, J. Meijer)
- 1980 - Peper en zout (Raamsdonk, De Roofpers; oplage 15 ex.)
- 1980 - De bibliofiel (Rotterdam, Bébert; oplage 153 ex.)
- 1980 - Het onzichtbare labyrint (Den Haag, BZZTôH)
- 1980 - Het Komrij-wezen (Den Haag, BZZTôH; oplage 100 ex.)
- 1981 - Herinnering aan Holland (Santpoort, Mercator Pers; oplage 150 ex.)
- 1982 - Van de seconde die een eeuw wil zijn (Amsterdam, Sub Signo Libelli; oplage 100 ex.)
- 1982 - De Phoenix spreekt (Terhorst, Ser J.L. Prop)
- 1982 - Weg is weg (Amsterdam, Willem Huijer; oplage 40 ex.)
- 1983 - Praag (Rotterdam, Bébert; oplage 85 ex.)
- 1983 - Krantenbericht van Gerrit Komrij (Amsterdam, De Literaire Loodgieters; oplage 4 ex.)
- 1983 - Twee toespraken (Antwerpen, Het Kanon; oplage 30 ex.)
- 1983 - De Warren-feestrede (Antwerpen, Het Kanon; oplage 27 ex.)
- 1983 - Per boot van Venetië naar Padua (Amsterdam, De Literaire Loodgieters; oplage 10 ex.)
- 1983 - Kinderlijk (Bedum, Exponent; oplage 50 ex.)
- 1984 - Badkamer (Amsterdam, De Literaire Loodgieters; oplage 1 ex.)
- 1984 - Lichaam en geest: twee acrostichons (Bedum, Exponent; oplage 100 ex.)
- 1984 - De vampier en de grafdelver, of: De antiquaar als doodsheraut (Amsterdam, Willem Huijer; oplage 100 ex.)
- 1985 - Jong (Yde, Pim Witteveen; oplage ca. 52 ex.)
- 1987 - Twee huizen (Bedum, Exponent; oplage 115 ex.)
- 1987 - De ware haai (Amsterdam, Willem Huijer [gedrukt door de Regulierenpers ]; oplage 75 ex.)
- 1987 - En de visser, hij rustte voort (Bedum, Exponent; oplage 115 ex.)
- 1989 - Ooit schreef je lange, idiote brieven (Den Haag, Tight End Press)
- 1989 - Twee koningskinderen (Eindhoven, Stichting Plint)
- 1990 - Dat heilig ontzag voor minder (Bedum, Exponent; oplage 170 ex.)
- 1990 - De nachtmerrie (Amsterdam, Siau & Van Daalen; oplage 25 ex.)
- 1990 - Winterswijk (Arnhem, Stichting Beeldende Kunst Gelderland; oplage 120 ex.)
- 1991 - Fax aan Agaath (Vila Pouca da Beira, Eigen beheer; oplage 15 ex.)
- 1991 - Het is steeds eender wat ik zoek (Groningen, De Vier Seizoenen)
- 1992 - Muizenissen (Amsterdam, Siau & Van Daalen; oplage 26 ex.)
- 1992 - Het moordcommando (Terhorst, Ser J.L. Prop; oplage 75 ex.)
- 1993 - De man met de vele gezichten (Bedum, Exponent; oplage 175 ex.)
- 1993 - De koning slaapt (Terhorst, Ser J.L. Prop; oplage 75 ex.)
- 1993 - Diafanie (Terhorst, Ser J.L. Prop; oplage 50 ex.)
- 1994 - Sonnet (De Jouwer, De Hynsterblom; oplage 49 ex.)
- 1994 - De boekendans (Amsterdam, Amor Librorum Nos Unit)
- 1994 - Op de markt van Rimbimbim: een spannend blijspel (Openbare Bibliotheek, Winterswijk; oplage 140 ex.)
- 1994 - De koning en de kist (Openbare Bibliotheek, Winterswijk; oplage 140 ex.)
- 1994 - De bekeerde Willem (Openbare Bibliotheek, Winterswijk; oplage 140 ex.)
- 1994 - Enkele gedichten van Gerrit Komrij vertaald in het Pools en het Achterhoeks (Stichting Culturele Raad Winterswijk; oplage 150 ex.)
- 1994 - Pseudo-Ambrosia (Vila Pouca da Beira, Eigen beheer, oplage 20 ex.)
- 1994 - Moderne museumdirecteuren (Amsterdam, Willem Huijer; oplage 60 ex.)
- 1994 - Fiat lux & Fiat crux (Den Haag, Tight End Press; oplage 21 ex.)
- 1994 - Mijn minnaars (Den Haag, Tight End Press; oplage 21 ex.)
- 1995 - In liefde bloeyende (Oosterhesselen, De Klencke Pers; oplage 12 ex.)
- 1996 - Banaal alfabet (Oude Tonge, Huis Clos)
- 1997 - Onvoorstelbaar gepeperd (Den Haag, Stupers Van der Heijden PR; oplage 27 ex.)
- 1997 - Onherstelbaar verbeterd (Den Haag, Stupers Van der Heijden PR; oplage 725 ex.)
- 1997 - Gezwinde grijsaard (Terhorst, Ser J.L. Prop; oplage 75 ex.)
- 1997 - Faust, zoveelste deel (Zutphen, Nysingh Advocaten/Walgemoed Accountants/Tromp van Hoff Notarissen; oplage 2000 ex.)
- 1997 - Tequila sunrise (Landgraaf, Herik; oplage 299 ex.)
- 1998 - De ontzetting van Kraaivanger (Leiden, antiquariaat Klikspaan; oplage 300 ex.)
- 1998 - Overal en nergens (Bredevoort, Galerie Breevoort; oplage 75 ex.)
- 1999 - Het blauw is nooit alleen: een excursie langs kleurgedichten (Amsterdam, Stichting Vedute; oplage 1000 ex.)
- 2001 - Over de impuls, het ijkpunt en de horzel (Woubrugge, Avalon Pers, oplage 100 ex.)
- 2002 - Kerstinkopen (Amsterdam, Sebes & Van Gelderen; oplage 750 ex.)
- 2002 - Metamorfose (Groningen, Athena's Boekhandel)
- 2003 - Leliën (Amsterdam, Museum Het Rembrandthuis; oplage 130 ex.)
- 2003 - Ik, het boek: een levensverhaal (Utrecht, Boekverkooperscollegie Eendragt; oplage 185 ex.)
- 2003 - Het mirakel van Bredevoort (Apeldoorn, Eikeldoorpers; oplage 200 ex.)
- 2004 - Invitatie (Den Haag, Letterkundig Museum; oplage 250 ex.)
- 2004 - De Nederlandse poëzie van de 19de tot en met de 21ste eeuw in twee gedichten (Zoeterwoude, De Uitvreter, oplage 100 ex.)
- 2004 - De bibliotheekknecht (Leiden, De Baaierd; oplage 250 ex.)
- 2004 - Gepaard en ongepaard (Amsterdam, Hercules Segers; oplage 70 ex.)
- 2004 - Halfgod verzamelaar (Rotterdam, Henk van der Burg; oplage 135 ex.)
- 2005 - Jongensdromen (Amsterdam, Stichting Poëzieclub; oplage 100 ex.)
- 2006 - Kinderballade (Kalmthout, Carbolineum Pers; oplage 70 ex.)
- 2006 - Utrechtsestraat, zebrapad (Woold-'t Harkel, De Uitvreter; oplage 25 ex.)
- 2006 - De stilte bestaat uit zoveel antwoorden (i.s.m. Jeroen Brouwers) (Antwerpen, De Luchtbuks)
- 2007 - Gevallen engel (Kalmthout, Carbolineum Pers; oplage 86 ex.)
- 2008 - Leegte na de ramp (Utrecht, Hinderickx & Winderickx, oplage 30 ex.)
- 2008 - En de visser, hij rustte voort: Visser van Ma Yuan van Lucebert onherstelbaar verbeterd! (Woold-'t Harkel, De Uitvreter, beperkte oplage)
- 2008 - Gedicht zonder Dom (Aerdenhout, De Lojen Deur Pers; oplage 180 ex.)
- 2009 - Temperamenten en Ruigoordrede in het Duits vertaald, (Berlijn, Ritz Mollema Translations en Susann Grubba, Kamiel Verwer, www.der-verrat-meiner-generation.de, beperkte oplage; Koninklijke Bibliotheek De Haag)
- 2010 - Onder jongens (Utrecht, Hinderickx & Winderickx; oplage 75 ex.)
- 2010 - Ik ben een bijl (Groningen, PS; oplage 21 ex.)
- 2010 - Morseseinen uit El Vittoriale (120 ex.)
- 2012 - Boemerang (Woubrugge, Avalon Pers; oplage 75 ex.)
- 2013 - Ballade van de boekenjager (in opdracht gedrukt door De Carbolineum Pers)
- 2013 - Een kerkhoflied (Kalmthout, De Carbolineum Pers; oplage 50 ex.)
- 2015 - Vergeten gedicht (Kalmthout, De Carbolineum Pers; oplage 50 ex.)

- Bibliothèque nationale de France: cb120365764 (data)
- Digitale Bibliotheek voor de Nederlandse Letteren: komr001
- Gemeinsame Normdatei: 119319489
- International Standard Name Identifier: 0000 0001 2277 8591
- Library of Congress Control Number: n50042886
- Nationale Bibliotheek van Letland: 000175511
- MusicBrainz: 866e22cf-a764-42eb-8a06-ff5b7241d10a
- Nationale Bibliotheek van Tsjechië: mub2013746348
- Nationale Bibliotheek van Israël: 987007347718005171
- Nationale Bibliotheek van Polen: a0000003095684
- Nederlandse Thesaurus van Auteursnamen: 068944446
- RKD-Nederlands Instituut voor Kunstgeschiedenis: 447688
- Istituto Centrale per il Catalogo Unico: UBOV001805
- Système universitaire de documentation: 028553071
- Virtual International Authority File: 29550571
- WorldCat: E39PBJht3JBxXgkRc69bmwtVG3